# Matejovce nad Hornádom
Matejovce nad Hornádom (allemand : Matzdorf in der Zips) est un village de Slovaquie situé dans la région de Košice.

## Histoire
Première mention écrite du village en 1320.

## Démographie

### Évolution de la population
| Année:               | 1994. | 2004.   | 2014.   | 2024.   |
| -------------------- | ----- | ------- | ------- | ------- |
| Nombre de personnes: | 454   | 487     | 530     | 561     |
| Différence:          |       | +7,26 % | +8,82 % | +5,84 % |

| Année:               | 2023. | 2024.   |
| -------------------- | ----- | ------- |
| Nombre de personnes: | 548   | 561     |
| Différence:          |       | +2,37 % |